# Адамс, Лиллиэн
Лиллиэн Адамс (англ. Lillian Adams; 13 мая 1922 — 25 мая 2011) — американская актриса, сыгравшая более сотни различных ролей в кино и на телевидении.

## Избранная фильмография

### Роли в кино
1. 1959 — «Дикий и невинный» — миссис Кири Хокс
2. 1962 — «Приключения юного Хэмингуэя» — индианка
3. 1975 — «Лепке» — мама Мейер
4. 1980 — «Рядовой Бенджамин» — миссис Гудман
5. 1987 — Летняя школа — бабушка Эакян
6. 1999 — «Магнолия» — старая соседка Донни
7. 2000 — «Никки, дьявол — младший» — старая леди в игре
8. 2003 — «Брюс Всемогущий» — мама Ковольски

### Роли в телесериалах
1. 1963 — За гранью возможного — мать Дикса
2. 1981 — Блюз Хилл-стрит — миссис ЛаСкули
3. 1983 — Отель — пожилая леди
4. 1985 — Сумеречная зона — бабушка
5. 1987 — Женаты и с детьми — миссис Маринер
6. 1987 — Фантастическая девушка — старая Иви
7. 1993 — Лоис и Кларк: Новые приключения Супермена — Агнес Московиц
8. 1993 — Фрейзер — Милдред
9. 1996 — Детектив Нэш Бриджес — Дэффодил Чёрч
10. 1997 — Элли Макбил — Марион
11. 1997 — Дарма и Грег — миссис Спиноза
12. 2000 — Малкольм в центре внимания — Мона
13. 2000 — Зажигай со Стивенсами — Барбара Башвик
14. 2001 — Моя жена и дети — старуха
15. 2003 — Два с половиной человека — миссис Фримантл
16. 2005 — В Филадельфии всегда солнечно — Дайана
17. 2006 — Отряд «Антитеррор» — миссис Гариджус
18. 2009 — Парки и зоны отдыха — старая леди 2
19. 2009 — Американская семейка — пассажир 1